# Изола (Франция)
Изола (фр. Isola) — коммуна на юго-востоке Франции в регионе Прованс — Альпы — Лазурный берег, департамент Приморские Альпы, округ Ницца, кантон Туррет-Леванс. До марта 2015 года коммуна административно входила в состав упразднённого кантона Сент-Этьен-де-Тине (округ Ницца).
Площадь коммуны — 97,98 км², население — 571 человек (2006) с тенденцией к росту: 747 человек (2012), плотность населения — 7,6 чел/км².

## Население
Население коммуны в 2011 году составляло — 769 человек, а в 2012 году — 747 человек.
| 1962 | 1968 | 1975 | 1982 | 1990 | 1999 | 2004 | 2006 | 2009 | 2011 | 2012 |
| ---- | ---- | ---- | ---- | ---- | ---- | ---- | ---- | ---- | ---- | ---- |
| 342  | 223  | 389  | 539  | 576  | 536  | 578  | 571  | 748  | 769  | 747  |

Динамика численности населения:

## Экономика
В 2010 году из 495 человек трудоспособного возраста (от 15 до 64 лет) 400 были экономически активными, 95 — неактивными (показатель активности 80,8 %, в 1999 году — 80,3 %). Из 400 активных трудоспособных жителей работали 388 человек (216 мужчин и 172 женщины), 12 числились безработными (7 мужчин и 5 женщин). Среди 95 трудоспособных неактивных граждан 34 были учениками либо студентами, 34 — пенсионерами, а ещё 27 — были неактивны в силу других причин.
На протяжении 2010 года в коммуне числилось 282 облагаемых налогом домохозяйства, в которых проживало 552,0 человека. При этом медиана доходов составила 17 тысяч 652 евро на одного налогоплательщика.